# トリニダ (キューバ)

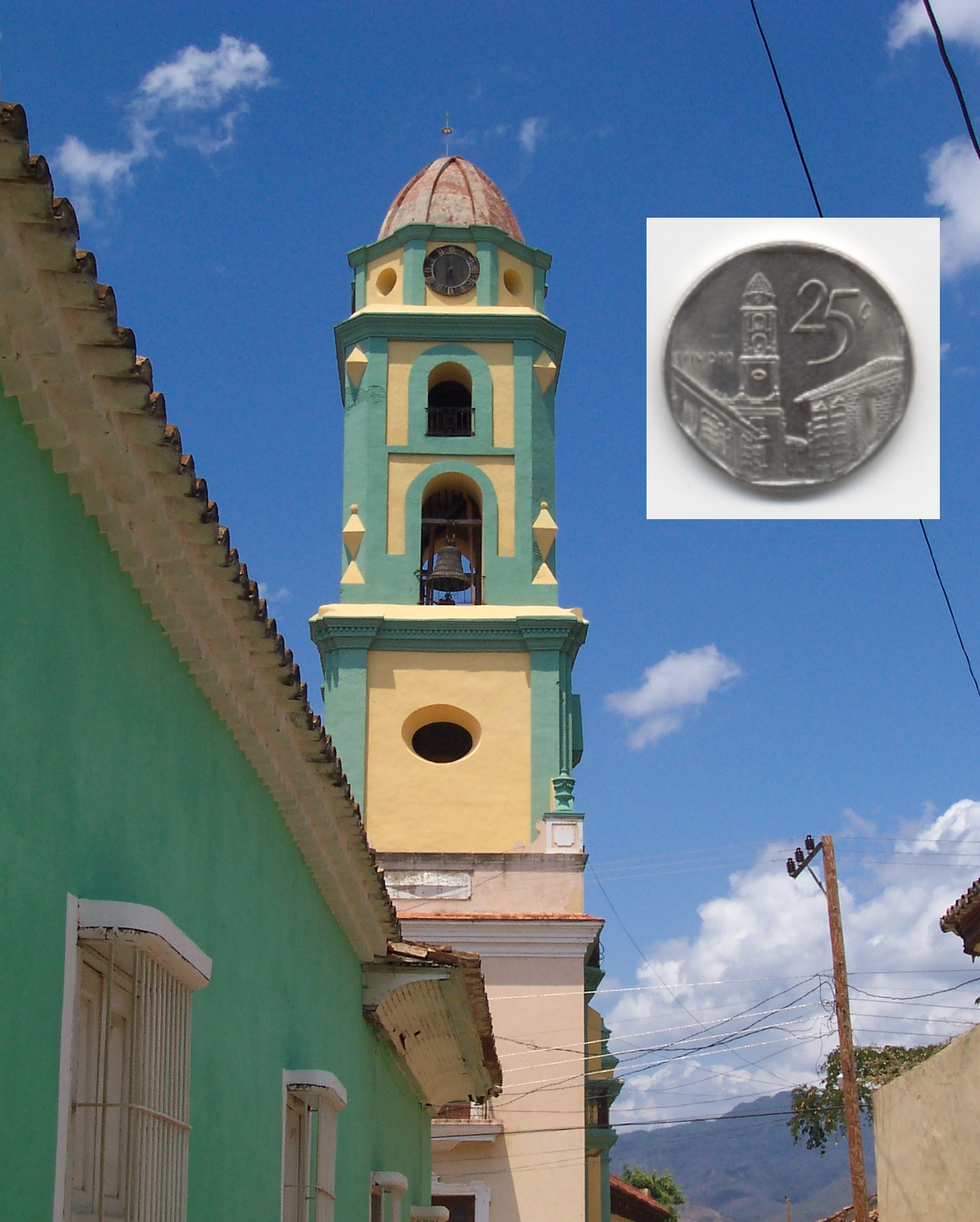
付属聖堂の鐘楼と25センターボ硬貨

トリニダ（Trinidad, トリニダード）は、キューバ中央部サンクティ・スピリトゥス州の町。建設当初の正式名はサンティシマ・トリニダ（Villa De la Santísima Trinidad）である。砂糖取引で栄えたかつての繁栄を偲ばせる町並みは、近隣のロス・インヘニオス渓谷とともに、1988年にユネスコの世界遺産リストに登録された。 

## 歴史
ディエゴ・ベラスケス・デ・クエリャルによってトリニダが建設されたのは1514年12月23日のことであった。トリニダは、砂糖取引がこの地方の基幹産業であった時代の町並みを特に良く保存している街の一つである。

## 経済
現在のトリニダの主産業は、タバコの加工業である。町の旧市街は観光名所として良く保存されており、町に観光収入をもたらしている。それとは対照的に、観光に適さない町の区画には、特に町の中心部のように、非常に衰えてひどい状況になっている場所もある。

## 旧市街
観光局の関係者は、トリニダはそれ自体が一つの博物館であるとよく言う。500年の歴史を持つこの町を訪れる人は、植民地時代の雰囲気を色濃く残しているコロニアル様式の建造物群を目にすることになる。それらが、この小さな町をキューバ屈指の観光名所にしているのである。
トリニダの旧市街は、可愛らしい丸石の敷き詰められた街路や、精巧に作り上げられた格子窓を具えたパステルカラーの住宅、壮大な宮殿や広場などで知られている。都市は徒歩または馬車で数日もあれば見て回れる。
主な名所は以下の通りである。
大広場（Plaza Mayor）
トリニダ旧市街の中心をしめる広場で、著名な革命家の名を冠してホセ・マルティ広場とも呼ばれる。広場の周辺には、かつての農園主邸宅など、富裕層の旧邸宅が並んでいる。
市立歴史博物館（Museo Histórico Municipal）
ホセ・マルティ広場から伸びるシモン・ボリバル通りにある博物館である。シモン・ボリバル通りはかつて富裕な農園主たちが豪奢な邸宅を建てた街路で、市立歴史博物館も前身は「砂糖王」カンテロ邸（Casa Cantero）であった。
考古学博物館（Museo de Arqueología Guamuhaya）
ホセ・マルティ広場に面している博物館で、もとは富裕な農園主オルティスの邸宅（Casa Ortíz）だった建物である。
ロマン主義博物館（Museo Romántico）
ホセ・マルティ広場に面した博物館で、もとは富裕な農園主ブルネートの邸宅（Casa Brunet）だった建物である。
サンティシマ・トリニダ大聖堂（Iglesia Parroquial de la Santísima Trinidad）
ホセ・マルティ広場に面した大聖堂で、現在残る建物は1892年に再建されたものである。
国立革命博物館
ホセ・マルティ広場から北東に少し行った所にある博物館で、かつてのフランシスコ会修道院である。付属聖堂は1920年代頃に破壊されたと考えられているが、バロック様式の鐘楼のみ現存している。

### 世界遺産登録基準
この世界遺産は世界遺産登録基準のうち、以下の条件を満たし、登録された（以下の基準は世界遺産センター公表の登録基準からの翻訳、引用である）。
- (4) 人類の歴史上重要な時代を例証する建築様式、建築物群、技術の集積または景観の優れた例。
- (5) ある文化（または複数の文化）を代表する伝統的集落、あるいは陸上ないし海上利用の際立った例。もしくは特に不可逆的な変化の中で存続が危ぶまれている人と環境の関わりあいの際立った例。

## 近隣の観光地
トリニダはエスカンブライ山脈  (Escambray Mountains)  やカリブの海岸にも近い。 
近隣にある最も有名な観光名所は、ともに世界遺産に登録された「砂糖の谷」ことロス・インヘニオス渓谷である。この渓谷には、長い間稼動していた70ほどの砂糖工場群が存在し、かつて数世紀に渡りキューバ経済において砂糖がどれだけ重要であったかを偲ばせてくれる。
街から20 km程行けば、キューバ随一のエコツーリズムセンターであるトペ・デ・コジャンテス  (Topes de Collantes)  がある。シュノーケルを使った潜水やダイビングに適しているカシルダ湾（Casilda Bay）なども観光地であり、近隣の小島には自然のままの海岸がある。
アンコン海岸（Ancón）は、白い砂浜の海岸で三つ星や四つ星のホテルが多くある。この砂浜は、1959年のキューバ革命以降では、最初期の新興リゾートの一つである。

## 人口
2004年のトリニダ市の人口は73,466人だった。面積は1,155 km2 (446 sq mi)なので、人口密度は63.6 人/km² (164.7 人/sq mi)である。

## 行政
市内はプリメロ（Primero）、セグンド（Segundo）、テルセロ（Tercero）、アグアカテ（Aguacate）、カバガン（Cabagán）、カラクセイ（Caracusey）、カシルダ（Casilda）、グアニキカル（Guaniquical）、リオ・デ・アイ（Río de Ay）、サン・フランシスコ（San Francisco）、サン・ペドロ（San Pedro）、タヤバ（Táyaba）という12の地区  (barrio)  に分かれている。